# United States Air Force Office of Special Investigations
Le United States Air Force Office of Special Investigations est l’agence chargée de veiller à l'application des lois et des règlements de l’United States Air Force.